# Tribunal mixte de commerce
Le tribunal mixte de commerce a, dans certaines parties de la France, des compétences semblables à celles qu'exerce le tribunal de commerce dans d'autres parties du territoire. Comme le tribunal de commerce, le tribunal mixte comprend des juges élus mais, contrairement au tribunal de commerce, il est présidé par un magistrat. 
On trouve des tribunaux mixtes :
- en Guadeloupe, en Guyane, à la Martinique, à Mayotte et à la Réunion (article L732-1 du code du commerce), le magistrat professionnel est le président du tribunal judiciaire ;
- en Nouvelle-Calédonie et en Polynésie française (articles L937-1 et L947-1 du code du commerce), le magistrat professionnel est le président du tribunal de première instance.